# Jordi García Candau
Jordi García Candau, né le 2 janvier 1951 à Vila-Real, est un journaliste espagnol. Il est directeur général de l'entité publique Radio-télévision espagnole (RTVE) entre 1990 et 1996.

## Biographie
Jordi García Candau naît le 2 janvier 1951 à Villarreal, dans la province de Castellón.
Journaliste et avocat, il est élu en 1986 au conseil d'administration de l'entité publique Radio-télévision espagnole (RTVE) après avoir travaillé au sein de Radio Nacional de España (RNE). Le 23 février 1990, il est nommé en conseil des ministres directeur général de RTVE par le gouvernement socialiste de Felipe González,.
Il est remplacé le 10 mai 1996 par l'économiste Mónica Ridruejo, désignée par le nouveau cabinet espagnol du conservateur José María Aznar.
Il devient directeur de la société publique Radio-télévision de Castille-La Manche (RTVCM) le 31 octobre 2000 et conserve cette fonction pendant près de 11 ans. Il est effectivement remplacé par Ignacio Villa en juillet 2011,.